# Herlev Stadion
Herlev Stadion er et atletik og fodboldstadion i Herlev, som er hjemsted for 2. divisionsklubben Herlev IF.